# Uwe Behrens
Uwe Behrens (* 10. April 1959) ist ein ehemaliger deutscher Fußballspieler.

## Karriere
Behrens schaffte den Sprung aus der Nachwuchsabteilung von Werder Bremen in den Profikader. In seiner ersten Saison für die Profimannschaft des SV Werder stieg er mit den Bremern aus der Ersten Bundesliga ab. Es folgte der sofortige Wiederaufstieg als Meister der Nordstaffel der Zweiten Bundesliga. Nach einem weiteren Jahr mit Werder in der Ersten Bundesliga stand Behrens in der Saison 1982/83 jeweils eine Halbserie bei SV Arminia Hannover und VfB Oldenburg in der drittklassigen Oberliga Nord unter Vertrag.